# Lope de Vega (cheval)
Lope de Vega, né en 2007, est un cheval de course pur-sang, spécialisé dans les courses de plat, vainqueur du Prix du Jockey Club et étalon de premier plan. 

## Carrière de course
Élevé en Irlande par les Allemands du Gestüt Ammerland, entraîné par André Fabre et monté par Maxime Guyon, Lope de Vega débute à 2 ans à Deauville dans un maiden prisé, puis enchaîne avec une seconde victoire dans une course B à Longchamp. Ses deux succès, faciles, incitent son entourage a faire directement le grand saut vers les groupe 1, en l'occurrence le Prix Jean-Luc Lagardère, dans lequel il s'élance dans la peau du favori. Mais il ne peut que figurer, terminant quatrième à bonne distance d'un autre futur grand étalon, Siyouni.  
De retour à 3 ans, Lope de Vega effectue une rentrée sage dans le Prix de Fontainebleau, terminant près des deux Aga Khan Rajsaman et Siyouni. Les trois poulains se retrouvent dans la Poule d'Essai, mais cette fois c'est Lope de Vega qui triomphe, devant l'Anglais Dick Turpin, dauphin de Makfi dans les 2000 Guinées, tandis que les représentants de la casaque verte sombrent. Plus éclatante encore sera sa victoire dans le Prix du Jockey Club, dans lequel il n'a toutefois pas les faveurs des parieurs en raison des doutes qui entourent ses aptitudes à la distance. Ses trois longueurs d'avance sur le peloton prouvent le contraire, et Lope de Vega imite son père Shamardal, premier poulain à réussir le doublé Poule d'Essai des Poulains / Prix du Jockey Club depuis que la distance du Derby français a été ramenée à 2 100 mètres. 
Point d'orgue de sa carrière, ce doublé sera aussi son chant du cygne. Pour de mystérieuses raisons, Lope de Vega est l'ombre de lui-même un mois plus tard dans le Prix Jean Prat, remporté par Dick Turpin devant Siyouni. Sa rentrée en septembre dans le Prix du Moulin de Longchamp est tout aussi catastrophique, et ce n'est pas son ultime tentative dans le Prix de l'Arc de Triomphe de Workforce, où il est pourtant supplémenté (ce qui laisse entendre que son entourage croyait toujours en lui) qui lèvera le voile sur cette étoile filante, éblouissant au printemps, fantomatique ensuite. Lourd de ses énigmes, Lope de Vega rentre au haras. Un indice, tout de même, lorsqu'on demanda à André Fabre de lista ses cinq chevaux de cœur, le sphinx de Chantilly cita Zafonic, Peintre Célèbre, Pour Moi, Soviet Star et Lope de Vega.  

### Résumé de carrière
| Date         | Hippodrome  | Pays        | Course                      | Statut      | Distance    | Jockey       | Place       | Écart       | Vainqueur ou deuxième |
| 2009, 2 ans  | 2009, 2 ans | 2009, 2 ans | 2009, 2 ans                 | 2009, 2 ans | 2009, 2 ans | 2009, 2 ans  | 2009, 2 ans | 2009, 2 ans | 2009, 2 ans           |
| ------------ | ----------- | ----------- | --------------------------- | ----------- | ----------- | ------------ | ----------- | ----------- | --------------------- |
| 26 août      | Deauville   | France      | Prix de Montaigu            | Inédits     | 1 500 m     | Maxime Guyon | 1er / 7     | 2 ½         | Mubtassim             |
| 13 septembre | Longchamp   | France      | Prix Al Khor                | Course B    | 1 400 m     | Maxime Guyon | 1er / 7     | 2 ½         | Heaven's Heart        |
| 4 octobre    | Longchamp   | France      | Prix Jean-Luc Lagardère     | Gr. 1       | 1 400 m     | Maxime Guyon | 4e / 7      | 2 ¾         | Siyouni               |
| 2010, 3 ans  |             |             |                             |             |             |              |             |             |                       |
| 25 avril     | Longchamp   | France      | Prix de Fontainebleau       | Gr. 3       | 1 600 m     | Maxime Guyon | 3e / 7      | 1/2         | Rajsaman              |
| 16 mai       | Longchamp   | France      | Poule d'Essai des Poulains  | Gr. 1       | 1 600 m     | Maxime Guyon | 1er / 15    | 1/2         | Dick Turpin           |
| 6 juin       | Chantilly   | France      | Prix du Jockey Club         | Gr. 1       | 2 100 m     | Maxime Guyon | 1er / 22    | 3           | Planteur              |
| 4 juillet    | Chantilly   | France      | Prix Jean Prat              | Gr. 1       | 1 600 m     | Maxime Guyon | 8e / 8      | 12 ½        | Dick Turpin           |
| 5 septembre  | Longchamp   | France      | Prix du Moulin de Longchamp | Gr. 1       | 1 600 m     | Maxime Guyon | 5e / 6      | 3           | Fuissé                |
| 3 octobre    | Longchamp   | France      | Prix de l'Arc de Triomphe   | Gr. 1       | 2 400 m     | Maxime Guyon | 11e / 19    | 15          | Workforce             |

## Au haras
Retiré à Ballilynch Stud en Irlande, et faisant la navette avec l'Australie, Lope de Vega, proposé à la monte à 15 000 € la saillie pour sa première saison, va rapidement refaire parler de lui, comme étalon cette fois. Sa première génération comporte pas moins de quatre lauréats de groupe 1, et il s'affirme rapidement comme le meilleur continuateur de Shamardal au haras. Ses émoluments s'en ressentent naturellement, puisque son prix de saillie grimpe chaque année, atteignant 175 000 € en 2025.    
Parmi la vingtaine de lauréats de groupe 1 dont il revendique la paternité, citons (avec entre parenthèses le nom du père de mère) :  
- Shadow of Light (New Approach) : Middle Park Stakes, Dewhurst Stakes. 2 ans de l'année en Europe (2024)
- Belardo (Danehill) : Dewhurst Stakes, Lockinge Stakes
- Santa Ana Lane (Fastnet Rock) : Sir Rupert Clarke Stakes, The Goodwood, Stradbroke Handicap, VRC Sprint Classic, TJ Smith Stakes
- Look de Vega (High Chaparral) : Prix du Jockey Club
- Rouhiya (Raven's Pass) : Poule d'Essai des Pouliches
- Dreamloper (Teofilo) : Prix d'Ispahan, Prix du Moulin de Longchamp
- Program Trading (Oasis Dream) : Saratoga Derby Invitational Stakes, Hollywood Derby, Turf Classic Stakes
- Zabeel Prince (Unbridled's Song) : Prix d'Ispahan
- Newspaperofrecord (Holy Roman Emperor) : Breeders' Cup Juvenile Fillies Turf, Just a Game Stakes
- Phoenix of Spain (Key of Luck) : Irish 2000 Guineas
- Aunt Pearl (Hurricane Run) : Breeders' Cup Juvenile Fillies Turf
- Sweet Lady (Dansili) : Prix Vermeille
- Place du Carrousel (Duke of Marmalade) : Prix de l'Opéra

## Origines

### Pedigree
| Origines de Lope de Vega (IRE), mâle alezan né en 2007 | Origines de Lope de Vega (IRE), mâle alezan né en 2007 | Origines de Lope de Vega (IRE), mâle alezan né en 2007 | Origines de Lope de Vega (IRE), mâle alezan né en 2007 |
| ------------------------------------------------------ | ------------------------------------------------------ | ------------------------------------------------------ | ------------------------------------------------------ |
| Père Shamardal 2002                                    | Giant's Causeway 1997                                  | Storm Cat                                              | Storm Bird                                             |
| Père Shamardal 2002                                    | Giant's Causeway 1997                                  | Storm Cat                                              | Terlingua                                              |
| Père Shamardal 2002                                    | Giant's Causeway 1997                                  | Mariah's Storm                                         | Rahy                                                   |
| Père Shamardal 2002                                    | Giant's Causeway 1997                                  | Mariah's Storm                                         | Immense                                                |
| Père Shamardal 2002                                    | Helsinki 1993                                          | Machiavellian                                          | Mr. Prospector                                         |
| Père Shamardal 2002                                    | Helsinki 1993                                          | Machiavellian                                          | Coup de Folie                                          |
| Père Shamardal 2002                                    | Helsinki 1993                                          | Helen Street                                           | Troy                                                   |
| Père Shamardal 2002                                    | Helsinki 1993                                          | Helen Street                                           | Waterway                                               |
| Mère Lady Vettori 1997                                 | Vettori 1992                                           | Machiavellian                                          | Mr. Prospector                                         |
| Mère Lady Vettori 1997                                 | Vettori 1992                                           | Machiavellian                                          | Coup de Folie                                          |
| Mère Lady Vettori 1997                                 | Vettori 1992                                           | Air Distingué                                          | Sir Ivor                                               |
| Mère Lady Vettori 1997                                 | Vettori 1992                                           | Air Distingué                                          | Euryanthe                                              |
| Mère Lady Vettori 1997                                 | Lady Golconda 1992                                     | Kendor                                                 | Kenmare                                                |
| Mère Lady Vettori 1997                                 | Lady Golconda 1992                                     | Kendor                                                 | Belle Mécène                                           |
| Mère Lady Vettori 1997                                 | Lady Golconda 1992                                     | Lady Sharp                                             | Sharpman                                               |
| Mère Lady Vettori 1997                                 | Lady Golconda 1992                                     | Lady Sharp                                             | Golondrina (famille 11-d)                              |